# Harpocera thoracica
Harpocera thoracica är en insektsart som först beskrevs av Carl Fredrik Fallén 1807.  Harpocera thoracica ingår i släktet Harpocera, och familjen ängsskinnbaggar. Arten är reproducerande i Sverige.
1. 1 2 3  ”Dyntaxa Harpocera thoracica”. Arkiverad från originalet den 5 april 2016. https://web.archive.org/web/20160405020920/https://www.dyntaxa.se/Taxon/Info/226351?changeRoot=True. Läst 5 april 2013.